# Grand Prix Formule 1 van Canada 1995
De Grand Prix Formule 1 van Canada 1995 werd gehouden op 11 juni 1995 in Montreal.

## Uitslag
| Positie | Nummer | Rijder                   | Team               | Ronden | Tijd/Opgave     | Startplaats | Punten |
| ------- | ------ | ------------------------ | ------------------ | ------ | --------------- | ----------- | ------ |
| 1       | 27     | Jean Alesi               | Ferrari            | 68     | 1:46:31.333     | 5           | 10     |
| 2       | 14     | Rubens Barrichello       | Jordan-Peugeot     | 68     | +31.687         | 9           | 6      |
| 3       | 15     | Eddie Irvine             | Jordan-Peugeot     | 68     | +33.270         | 8           | 4      |
| 4       | 26     | Olivier Panis            | Ligier-Mugen-Honda | 68     | +36.506         | 11          | 3      |
| 5       | 1      | Michael Schumacher       | Benetton-Renault   | 68     | +37.060         | 1           | 2      |
| 6       | 9      | Gianni Morbidelli        | Arrows-Hart        | 67     | +1 Ronde        | 13          | 1      |
| 7       | 4      | Mika Salo                | Tyrrell-Yamaha     | 67     | +1 Ronde        | 15          |        |
| 8       | 24     | Luca Badoer              | Minardi-Ford       | 67     | +1 Ronde        | 19          |        |
| 9       | 10     | Taki Inoue               | Arrows-Hart        | 66     | +2 Rondes       | 22          |        |
| 10      | 25     | Martin Brundle           | Ligier-Mugen-Honda | 61     | Botsing         | 14          |        |
| 11      | 28     | Gerhard Berger           | Ferrari            | 61     | Botsing         | 4           |        |
| NF      | 23     | Pierluigi Martini        | Minardi-Ford       | 60     | Gaspedaal       | 17          |        |
| NF      | 22     | Roberto Moreno           | Forti-Ford         | 54     | Benzinesysteem  | 23          |        |
| NF      | 5      | Damon Hill               | Williams-Renault   | 50     | Versnellingsbak | 2           |        |
| NF      | 7      | Mark Blundell            | McLaren-Mercedes   | 47     | Motor           | 10          |        |
| NF      | 3      | Ukyo Katayama            | Tyrrell-Yamaha     | 42     | Motor           | 16          |        |
| NF      | 16     | Bertrand Gachot          | Pacific-Ilmor      | 36     | Batterij        | 20          |        |
| NF      | 30     | Heinz-Harald Frentzen    | Sauber-Ford        | 26     | Motor           | 12          |        |
| NF      | 21     | Pedro Diniz              | Forti-Ford         | 26     | Versnellingsbak | 24          |        |
| NF      | 29     | Jean-Christophe Boullion | Sauber-Ford        | 19     | Spin            | 18          |        |
| NF      | 17     | Andrea Montermini        | Pacific-Ilmor      | 5      | Versnellingsbak | 21          |        |
| NF      | 6      | David Coulthard          | Williams-Renault   | 1      | Spin            | 3           |        |
| NF      | 2      | Johnny Herbert           | Benetton-Renault   | 0      | Botsing         | 6           |        |
| NF      | 8      | Mika Häkkinen            | McLaren-Mercedes   | 0      | Botsing         | 7           |        |

## Wetenswaardigheden
- Beide Jordans eindigden voor het eerst op het podium.
- Michael Schumacher leidde tot enkele ronden voor het einde, totdat hij met versnellingsbakproblemen een lange pitstop moest maken.
- Schumacher gaf Alesi een lift naar de pits toen Alesi's wagen in de uitloopronde zonder benzine kwam te staan.

## Statistieken
| Pole-position | Michael Schumacher | Benetton-Renault | 1:26.178 |
| Snelste ronde | Michael Schumacher | Benetton-Renault | 1:29.174 |

## Noot
- Dit was de tiende pole position voor een Duitse coureur.
- Eerste (en enige) Grand Prix-winst voor Jean Alesi. Alesi won zijn eerste en enige race pas in zijn 91ste Grand Prix, en hiermee verbrak hij het 'record' van Nigel Mansell die 72 Grands Prix moest wachten tot zijn eerste Grand Prix-winst tijdens de Grote Prijs van Europa van 1985.
- Eerste podiumplaats voor Eddie Irvine.

1967 · 1968 · 1969 · 1970 · 1971 · 1972 · 1973 · 1974 · 1976 · 1977 · 1978 · 1979 · 1980 · 1981 · 1982 · 1983 · 1984 · 1985 · 1986 · 1988 · 1989 · 1990 · 1991 · 1992 · 1993 · 1994 · 1995 · 1996 · 1997 · 1998 · 1999 · 2000 · 2001 · 2002 · 2003 · 2004 · 2005 · 2006 · 2007 · 2008 · 2010 · 2011 · 2012 · 2013 · 2014 · 2015 · 2016 · 2017 · 2018 · 2019 · 2022 · 2023 · 2024 · 2025 · 2026 · 2027 · 2028 · 2029